# Приречный (Мурманская область)
Приречный — посёлок в Печенгском районе Мурманской области. Входит в городское поселение Никель. Добыча никелевой руды.
Расположен на озере Алла-Аккаярви.
Решением Мурманского облисполкома от 22 мая 1968 года присвоен статус рабочего посёлка. В связи с быстрым сокращением численности населения Законом Мурманской области № 511-01-ЗМО от 2 ноября 2004 года преобразован в сельский населённый пункт.

## Население
| 1970 | 1979 | 1989 | 2002 | 2010 |
| ---- | ---- | ---- | ---- | ---- |
| 1322 | ↘962 | ↘676 | ↘109 | ↘45  |

Численность населения, проживающего на территории населённого пункта, по данным Всероссийской переписи населения 2010 года составляет 45 человек, из них 16 мужчин (35,6 %) и 29 женщин (64,4 %).
10 января 2023 года состоялось расселение последнего дома в посёлке.
Численность населения с 11 января 2023 года — 0 человек.